# Red Electoral Democratico
Red Electoral Democratico er et politisk parti i Aruba. Ved sidste parlamentsvalg i 2017 vandt partiet 7,1% af stemmerne, og 1 sæde ud af 21 i Staten.
| Politisk parti | Spire Denne artikel om et politisk parti eller gruppe er en spire som bør udbygges. Du er velkommen til at hjælpe Wikipedia ved at udvide den. |